# Schalleria trifurcata
Schalleria trifurcata är en kvalsterart som beskrevs av Balogh och Sandór Mahunka 1979. Schalleria trifurcata ingår i släktet Schalleria och familjen Microzetidae. Inga underarter finns listade i Catalogue of Life.